# Theodor Wisch
Theodor Wisch (Wesselburenerkoog, 13 de diciembre de 1907-Norderstedt, 11 de enero de 1995) fue un militar alemán que llegó a ser un oficial de alto rango de las Waffen-SS. Combatió de forma activa en varios frentes de la Segunda Guerra Mundial.

## Biografía
Nacido en 1907 en Wesselburenerkoog, Schleswig-Holstein. Provenía de una familia de origen de humilde, pues sus padres se dedicaban a la agricultura. Era el mayor de tres hermanos. 
Tras finalizar sus estudios de secundaria se matriculó en la escuela de agricultura de Schleswig. 
El 1 de noviembre de 1930 se afilió al Partido Nazi (NSDAP) con el número 369.050 y al día siguiente se enroló en las filas de la Schutzstaffel (SS). En 1933 fue transferido a la Leibstandarte SS Adolf Hitler.
En septiembre de 1939 participó de forma destacada en la invasión de Polonia con el grado de SS-Hauptsturmführer. Durante la campaña polaca campaña fue condecorado con dos cruces de hierro.
Al siguiente año, entre mayo y junio de 1940, luchó en la batalla de Francia en calidad de comandante de un regimiento de infantería de la Leibstandarte SS. En abril de 1941 combatió con fiereza durante la campaña de los Balcanes.
A finales de mayo de 1941 fue nombrado comandante del II. Bataillon des SS-Infanterie-Regiments (LSSAH), puesto que conservaría hasta el 15 de julio de 1942. Con dicho batallón, en el marco de la Operación Barbarroja, ganó la Cruz de Caballero el 15 de septiembre de 1941 por sus acciones como SS-Sturmbannführer y comandante del II Batallón en los combates al oeste de Zhitomir, acaecidos el 11 de julio de 1941. En julio de 1942 asumió el mando del SS-Infanterie-Regiment 2, y por sus acciones en la batalla de Járkov en 1943 ganó la Cruz Alemana de Oro. Durante su periplo en el frente ruso su división sufrió gran cantidad de bajas y pérdidas de materiales, pues los combates fueron muy encarnizados. Es por esto que la 1a División SS Leibstandarte tuvo que ser retirada del frente de forma temporal para un completo reabastecimiento de hombres y material.
En junio de 1944 fue transferido junto a su unidad a Francia, donde participó de forma activa contra las tropas aliadas que desembarcaron en Normandía. En agosto de 1944, resultó herido de gravedad en ambas piernas por esquirlas de granadas en la Bolsa de Falaise, teniendo que ceder así el mando de su división al general Wilhem Mohnke.
Pasó el resto de la contienda en el hospital militar de Hohenlychen. Cuando terminó la misma, pasó a ser un prisionero de guerra custodiado por los ingleses, siendo finalmente liberado en 1948 y sin ningún crimen de guerra en sus antecedentes. Posteriormente se reintegró en la vida civil trabajando en la ganadería.
Falleció el 11 de enero de 1995, a los 88 años de edad, en Norderstedt, Schleswig-Holstein, rodeado de sus familiares, camaradas de guerra y amigos.

## Vida privada
Se casó en noviembre de 1936. Fruto de este matrimonio nacieron cuatro hijos.

## Promociones en las SS
- SS-Anwärter (2-11-1930).
- SS-Scharführer (1-3-1931).
- SS-Truppführer (8-1-1932).
- SS-Sturmführer (28-7-1933).
- SS-Hauptsturmführer (1-10-1933).
- SS-Sturmbannführer (30-1-1940).
- SS-Obersturmbannführer (27-9-1941).
- SS-Standartenführer (30-1-1943).
- SS-Oberführer (1-7-1943).
- SS-Brigadeführer (30-1-1944).

## Condecoraciones
- Cruz de Hierro de 2.ª Clase (24-9-1939).
- Cruz de Hierro de 1.ª Clase (8-11-1939).
- Cruz de Caballero de la Cruz de Hierro (15-9-1941).
- Hojas de Roble para la CC de la CH (12-2-1944).
- Cruz Alemana en Oro (25-2-1943).
- Espadas para la CC de la CH (30-8-1944).